# Cantó de Saint-Étienne-Nord-Est-2
El cantó de Saint-Étienne-Nord-Est-2 és un cantó francès al districte de Saint-Étienne (departament del Loira) que compta amb els municipis de Saint-Jean-Bonnefonds i Saint-Priest-en-Jarez i part del de Sant-Etiève.
| Data d'elecció                           | Identitat       | Partit  | Qualitat |
| ---------------------------------------- | --------------- | ------- | -------- |
| 1973-1976                                | M. Faure        | radical |          |
| 1976-2001                                | Paulo Chomat    | PCF     |          |
| 2001-2008                                | Alain Pecel     | PCF     |          |
| 2008-                                    | Gilles Artigues | MoDem   |          |
| les dades anteriors no són pas conegudes |                 |         |          |